# Heterotrimeres G-Protein

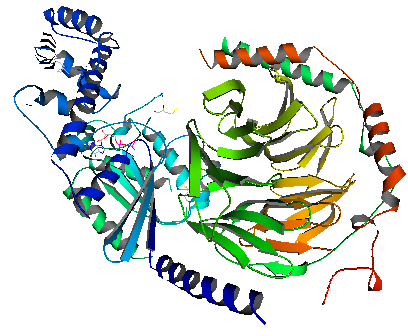
3D-Struktur von Transducin, ein heterotrimeres G-Proteins.

Heterotrimere G-Proteine sind aus drei Untereinheiten (α, β und γ) bestehende GTP bindende Proteine (G-Proteine). Sie sind von großer Bedeutung für die Weiterleitung von Signalen außerhalb der Zelle in das Zellinnere (Signaltransduktion) und sind so verantwortlich für physiologische (z. B. Sehen, Riechen, Blutdruckregulation etc.) und pathophysiologische Effekte (z. B. Hypertonie, Herzinsuffizienz etc.).
Nach Aktivierung eines G-Protein-gekoppelten Rezeptors zerfallen sie einerseits in eine aktivierte α-Untereinheit und andererseits in eine βγ-Untereinheit unter Austausch von GDP gegen GTP.

## Funktion

### Aktivierung heterotrimerer G-Proteine
Heterotrimere G-Proteine sind durch G-Protein-gekoppelte Rezeptoren allosterisch regulierte Proteine. Sie können durch diese Rezeptoren zyklisch aktiviert werden:
1. Im inaktiven Zustand liegen sie als Heterotrimer bestehend aus je einer α-, β- und γ-Untereinheit vor. In diesem Zustand ist GDP gebunden.
2. Dieses Heterotrimer kann an einen Rezeptor binden.
3. Eine Aktivierung eines G-Protein-gekoppelten Rezeptors führt zu einer Aktivierung des gebundenen Heterotrimers und damit zu einem Austausch von GDP gegen GTP. Hieran sind GTP-Austauschfaktoren (GTP exchange factors, GEFs) beteiligt.
4. Durch das gebundene GTP verliert das Heterotrimer seine Stabilität. Dies hat eine Konformationsänderung des Heterotrimeren G-Proteins oder seinen Zerfall in eine GTP-α- und eine βγ-Untereinheit zur Folge.
5. Die α-Untereinheit ist eine allosterisch regulierte GTPase, die durch GTPase aktivierende Proteine aktiviert wird. Sie katalysiert die Hydrolyse des gebundenen GTPs zu GDP.
6. GDP-α-Untereinheiten und βγ-Untereinheiten können wieder assoziieren.

### Aktivierung nachgeschalteter Signaltransduktionswege
Aktivierte G-Proteine sind in der Lage nachgeschaltete Signaltransduktionswege zu beeinflussen. Die α-Untereinheiten können beispielsweise die Adenylylcyclase aktivieren oder hemmen und so die Konzentration des Second Messengers cyclisches Adenosinmonophosphat (cAMP) verändern. Weiterhin können sie Phospholipasen und Proteinkinasen aktivieren oder Ionenkanäle modulieren. Auch die βγ-Untereinheit kann bei der Regulation von Second Messengern von Bedeutung sein; manche Effektoren, wie beispielsweise bestimmte Ionenkanäle, werden direkt von βγ-Untereinheiten reguliert. Über die Veränderung der Second-messenger-Konzentration wird unmittelbar oder mittelbar ein messbarer Effekt ausgelöst.

## Klassifizierung
Für die Signaltransduktion ist insbesondere die α-Untereinheit von Bedeutung, von der über 20 Isoformen bekannt sind. Anhand ihrer Eigenschaften werden diese Isoformen im Wesentlichen in 4 Familien zusammengefasst (αs, αi, αq und α12/13), nach denen auch die G-Proteine entsprechend benannt werden (Gs, Gi, Gq und G12/13).
| G-Protein-Familie | α-Untereinheiten       | Signaltransduktion                                                                                               | Vorkommen / Rezeptoren | Effekte (Beispiele)                                                                |
| ----------------- | ---------------------- | --- | --- | ---------------------------------------------------------------------------------- |
| Gi-Familie        |                        | | |                                                                                    |
| Gi/o              | αi, αo                 | Hemmung der Adenylylcyclase, Hemmung der Bildung von cAMP, Öffnung von Kaliumkanälen, Hemmung von Calciumkanälen | heptahelikale Hormon- und Neurotransmitterrezeptoren (z. B. muskarinische Rezeptoren, Chemokinrezeptoren, α2-Adrenozeptoren)                              | Kontraktion glatter Muskulatur, Hemmung der Erregungsweiterleitung                 |
| Gt                | αt (Transducin)        | Aktivierung der Phosphodiesterase 6, Abbau von cGMP                                                              | Rhodopsin | Sehen                                                                              |
| Ggust             | αgust (Gustducin)      | Aktivierung der Phosphodiesterase 6, Abbau von cGMP                                                              | Geschmacksrezeptoren | Geschmack                                                                          |
| Gz                | αz                     | Hemmung der Adenylylcyclase                                                                                      | ? | ?                                                                                  |
| Gs-Familie        |                        | | |                                                                                    |
| Gs                | αs                     | Aktivierung der Adenylylcyclase, Bildung von cAMP                                                                | heptahelikale Hormon- und Neurotransmitterrezeptoren (z. B. Beta-Adrenozeptoren)                                                                          | Steigerung der Herzfrequenz, Relaxation glatter Muskulatur, Erregungsweiterleitung |
| Golf              | αolf                   | Aktivierung der Adenylylcyclase, Bildung von cAMP                                                                | olfaktorische Rezeptoren | Riechen                                                                            |
| Gq-Familie        |                        | | |                                                                                    |
| Gq                | αq, α11, α14, α15, α16 | Aktivierung der Phospholipase C, Bildung von IP3 und DAG                                                         | heptahelikale Hormon- und Neurotransmitterrezeptoren (z. B. α1-Adrenozeptoren, H1-Rezeptoren, AT1-Rezeptoren, metabotroper Glutamatrezeptor der Gruppe I) | Kontraktion glatter Muskulatur, Erregungsweiterleitung                             |
| G12/13-Familie    |                        | | |                                                                                    |
| G12/13            | α12, α13               | Aktivierung der Rho-GTPasen und Rho-Kinasen                                                                      | heptahelikale Hormon- und Neurotransmitterrezeptoren (z. B. Thromboxan-A2-Rezeptoren)                                                                     | Cytoskelettfunktionen, Kontraktion glatter Muskulatur                              |